# Bungarus ceylonicus
Bungarus ceylonicus är en ormart som beskrevs av Günther 1864. Bungarus ceylonicus ingår i släktet kraiter och familjen giftsnokar.
Arten förekommer endemisk på Sri Lanka. Den vistas i bergstrakter ovanför 750 meter över havet. Utbredningsområdet ligger i öns sydvästra del. Exemplaren vistas i fuktiga skogar, trädgårdar och på odlingsmark.
Beståndet påverkas av bekämpningsmedel. Flera exemplar dödas av personer som inte vill ha ormar nära sin bostad. IUCN listar arten som nära hotad (NT).

## Underarter
Arten delas in i följande underarter:
- B. c. karavala
- B. c. ceylonicus